# Valeri Bykovski

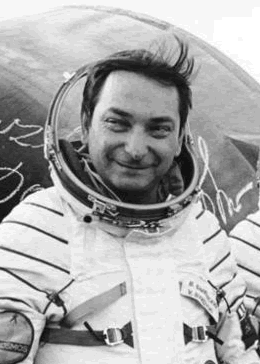
Valeri Bykovski bij terugkeer op aarde in 1978

Valeri Fjodorovitsj Bykovski (Russisch: Валерий Фёдорович Быковский) (Pavlovski Posad, oblast Moskou, 2 augustus 1934 - 27 maart 2019) was een Russisch kosmonaut. Hij vloog drie keer in de ruimte.

## Biografie
Valeri Bykovski werd geboren in Pavlovski Posad, een district van Moskou. In 1960 werd hij geselecteerd als een van de twintig luchtmachtpiloten die werden opgeleid tot de eerste kosmonauten.
Hij werd voor het eerst gelanceerd op 14 juni 1963 aan boord van de Vostok 5. Twee dagen later volgde Vostok 6 met aan boord Valentina Teresjkova, die daarmee de eerste vrouw in de ruimte werd. De Vostok 5 en 6 hebben elkaar tot op minder dan 5 kilometer benaderd en onderling radiocontact gehad. Vostok 5 landde na een vlucht van vijf dagen. Bykovski vestigde hiermee een nieuw record voor bemande ruimtevluchten en, hoewel dit record later vele malen gebroken werd, blijft deze vlucht van Bykovski tot op heden staan als langste solovlucht.
Bykovski werd voor de tweede keer gelanceerd op 15 september 1976 als gezagvoerder aan boord van de Sojoez 22. Boordwerktuigkundige was Vladimir Aksjonov. Deze missie duurde bijna acht dagen.
Bykovski werd voor de derde keer gelanceerd op 26 augustus 1978 als gezagvoerder aan boord van de Sojoez 31. Dit was de derde vlucht in het kader van het Interkosmos programma. Bykovski werd vergezeld door de uit de voormalige DDR afkomstige Sigmund Jähn. De Sojoez koppelde aan ruimtestation Saljoet 6, waar ze werden verwelkomd door Vladimir Kovaljonok en Aleksandr Ivantsjenkov. Na een verblijf van zesenhalve dag namen Bykovski en Jähn plaats in de Sojoez 29, die aan de andere zijde van de Saljoet 6 was gekoppeld. Zij ontkoppelden de Sojoez 29 en keerden terug naar de aarde. De Sojoez 31 bleef achter ten behoeve van de terugkeer van Kovaljonok en Ivantsjenkov. 
Hij droeg de titel "Held van de Duitse Democratische Republiek".
Bykovski was tevens geselecteerd als reservebemanningslid voor de vluchten Vostok 3 en Sojoez 37.
Nadat hij in 1988 het Russische ruimtevaartprogramma verliet, werd hij directeur van het Huis voor Sovjet Wetenschap en Kunst in Berlijn.
Bykovski was gehuwd en had twee kinderen. Hij werd 84 jaar oud.